# Organização não governamental de ambiente
Organização não governamental de ambiente (ONGA) são organizações não governamentais cujo objectivo principal é o estudo ou a defesa do meio ambiente.
Distinguem-se das diversas organizações governamentais com o mesmo objectivo pela sua independência face ao poder político. Por exemplo, enquanto o IBAMA segue as políticas do Governo do Brasil em relação ao ambiente, as ONGs brasileiras são completamente livres de escolher o seu plano de acção.